# Белобров, Иван Фёдорович
Иван Фёдорович Белобров (1905, Краматорск — ?) — советский металлург, директор ряда металлургических заводов. Заслуженный металлург РФ.

## Биография
Родился в 1905 году в Краматорске. Член РКП(б) с 1925 года.
Начал работать слесарем на Краматорском машиностроительном заводе им. С. Орджоникидзе.
В 1931 г. окончил Харьковский институт и пошёл работать на Краматорский металлургический завод в прокатный цех: в 1931—1937 гг. он — начальник смены, и. о. начальника цеха.
В 1937 г. был назначен директором Выксунского металлургического завода.
В 1940 г. И. Ф. Белобров стал директором Таганрогского металлургического завода. Под его руководством осуществлялись мероприятия по освоению и выпуску продукции оборонного значения.
В октябре 1941 г. он возглавил заводской штаб по эвакуации завода и размещению его в цехах уральских предприятий, в основном — Челябинского трубопрокатного завода и Синарского трубного завода.
В декабре 1941 г. И. Ф. Белобров был назначен директором Лысьвенского металлургического завода, который успешно выполнял задания Госкомобороны. В годы войны он был награждён тремя орденами.
С 20 июля 1945 г. И. Ф. Белобров — директор Макеевского металлургического завода, где в короткие сроки организовал восстановление и реконструкцию предприятия.
С 28 января 1949 до 23 марта 1954 — член ЦК КП(б)У — КПУ;
В 50-60-е годы И. Ф. Белобров — заместитель начальника Главспецстали Минчермета СССР, советник по чёрной металлургии в КНР, работник отдела чёрной металлургии Госплана СССР и Госэкономсовета СССР.
В 1970 году Иван Фёдорович Белобров вышел на пенсию.

## Награды
- четырежды орден Ленина (в том числе 23.1.1948);
- Орден Трудового Красного Знамени;
- Орден «Знак Почёта»;
- Орден Отечественной войны I степени;
- медали.